# Miralem Pjanić
Miralem Pjanić (prononciation en bosnien : [miralɛm pjaniɕ]), né le 2 avril 1990 à Tuzla (Yougoslavie, aujourd'hui Bosnie-Herzégovine), est un footballeur international bosnien qui joue au poste de milieu de terrain.
Jeune espoir du football français lors de sa signature professionnelle au FC Metz en 2007, Miralem Pjanić gravit rapidement les échelons. Transféré à l’Olympique lyonnais un an plus tard, il s’impose progressivement en disputant régulièrement la Ligue des champions et le haut de tableau de Ligue 1. Sa signature à l’AS Rome en 2011 le propulse davantage sur le devant de la scène, il devient une star de la Serie A et un pilier de la sélection nationale bosnienne, notamment lors de la Coupe du monde 2014 au Brésil.
Son passage à la Juventus FC marque les esprits grâce à sa technique, sa vision du jeu, sa vista et sa vivacité, Pjanić est alors considéré comme un joueur à l’ancienne. Avec la Vieille Dame, il enchaîne les titres et les performances de haut niveau. En 2020, il rejoint la Catalogne et le FC Barcelone sous les ordres de Ronald Koeman. Peu utilisé et en conflit avec son entraîneur, il est prêté au Beşiktaş JK en Turquie, où il connaît une saison perturbée par les blessures.
Devenu indésirable en Espagne, il rejoint le Sharjah FC aux Émirats arabes unis, où il s’impose comme une véritable star du championnat, remportant trois titres avec le club. En 2024, il effectue son retour en Europe en signant au CSKA Moscou et met un terme à sa carrière internationale. Avec 115 sélections, il devient le deuxième joueur le plus capé de l’histoire de la Bosnie-Herzégovine, derrière son ancien coéquipier Edin Džeko.

## Biographie

### Jeunesse et formation au FC Metz (2004-2008)
Miralem Pjanić naît à Tuzla, en Bosnie-Herzégovine, alors République fédérative socialiste de Yougoslavie. Fuyant la guerre, son père Fahrudin s'installe au Luxembourg, à Schifflange, après un court séjour en Allemagne. Il débute sa formation au sein du FC Schifflange 95.
À l'âge de 14 ans, il signe au FC Metz et intègre le centre de formation du club lorrain. Le 15 juin 2006, il signe un contrat élite d'une durée de cinq ans avec le FC Metz. La remontée du club en Ligue 1 coïncide avec les premiers pas du jeune Pjanić au plus haut niveau.

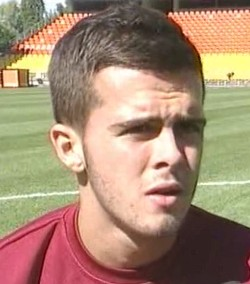
Le jeune Miralem Pjanić lors de sa signature avec son club formateur, le FC Metz

Le 18 août 2007, Francis De Taddeo le convoque pour la première fois avec le groupe professionnel lors du match de championnat contre le Paris Saint-Germain. Il entre sur le terrain en seconde période et démontre de bonnes qualités techniques. Le 30 novembre 2007, il signe son premier contrat professionnel d'une durée de trois ans. Deux semaines plus tard, lors de la 18e journée de Ligue 1, il marque son premier but en championnat, sur pénalty, lors de la défaite 2-1 de son équipe face au FC Sochaux-Montbéliard.
Lors des 16es de finale de Coupe de France face au rival du RC Strasbourg dans le « derby de l'Est », Pjanić éclabousse la France de son talent en livrant une performance XXL, contribuant largement à la qualification du FC Metz pour le tour suivant grâce à une victoire 3-0 au Stade de la Meinau.
Miralem Pjanić joue son dernier match avec le FC Metz le 17 mai 2008 contre Le Mans FC. Il marque d'ailleurs à cette occasion.
À la fin de la saison 2007-2008, plusieurs grands clubs européens expriment leur désir de recruter le jeune joueur mais Miralem Pjanić déclare vouloir rester en France, où il est considéré comme l'un des meilleurs espoirs européens à son poste. L'Olympique lyonnais se positionne alors sur le joueur et rejoint la longue liste de clubs souhaitant s'attacher les services du jeune prodige,.

### Confirmation à l'Olympique lyonnais (2008-2011)
Il signe finalement le 6 juin 2008 un contrat le liant à l'Olympique lyonnais pour une durée de cinq ans, contre une indemnité de transfert de 7,5 millions d'euros (plus bonus éventuels, d'un montant maximum de 1,25 M€),.
Miralem Pjanić prend part à son premier match officiel avec l'Olympique lyonnais le 2 août 2008 lors du Trophée des champions perdu face aux Girondins de Bordeaux. La saison 2008-2009 n'est pas un très bon souvenir pour Miralem Pjanić, qui est victime d'une fracture du péroné lors de la 11e journée face au FC Sochaux-Montbéliard, ce qui l'écarte des terrains pendant plus d'un mois,.
Lors de la saison suivante, Miralem Pjanić prend part à 37 matchs de championnat et commence petit à petit à devenir un joueur cadre de l'équipe, et ce malgré son jeune âge.
Son premier but en match officiel est inscrit en Coupe d'Europe, le 19 août 2009, en match de barrage de la Ligue des champions face au RSC Anderlecht, sur un coup franc dès la 10e minute du match (victoire 5-1).
Trois jours plus tard, il inscrit son premier but en Ligue 1 avec l'Olympique lyonnais face à l'AJ Auxerre (victoire 3-0).
Le 10 mars 2010, lors du match retour des huitièmes de finale de la Ligue des champions contre le Real Madrid, il est l'auteur du but (75e minute) au stade Santiago-Bernabéu qui permet à son équipe de réaliser un exploit historique en sortant l'un des favoris de l'épreuve (1-0 à l'aller ; 1-1 au retour). Grâce à ce match nul, l'Olympique lyonnais se qualifie pour les quarts de finale de la compétition. Il participe par ailleurs à la première demi-finale de C1 de l'histoire du club face au FC Bayern Munich. Lors de la 36e journée de Ligue 1, Miralem Pjanić inscrit en fin de match le but victorieux face à l'AJ Auxerre (2-1), ce qui redonne espoir à l'Olympique lyonnais de pouvoir participer une nouvelle fois la Ligue des champions la saison suivante. À l'issue de la saison, Pjanić termine vice-champion de Ligue 1 derrière l'Olympique de Marseille.
L'arrivée de Yoann Gourcuff durant l'été 2010 barre la progression du jeune international bosnien qui se cantonne à un rôle de remplaçant pendant une bonne partie de la saison. Il est titulaire plusieurs fois en fin de saison mais reste sur le banc lors de la dernière journée. Celle-ci sonne la fin d'une saison décevante pour lui et le club qui accroche de peu une troisième place qualificative pour le tour préliminaire de la Ligue des champions.
Par ailleurs, Claude Puel, l'entraîneur de l'Olympique lyonnais tente quelquefois une association Gourcuff-Pjanić, qui s'avère mitigée. Miralem Pjanić prend part à trente matches de Ligue 1 lors de la saison 2010-2011.

### Départ à l'AS Rome (2011-2016)

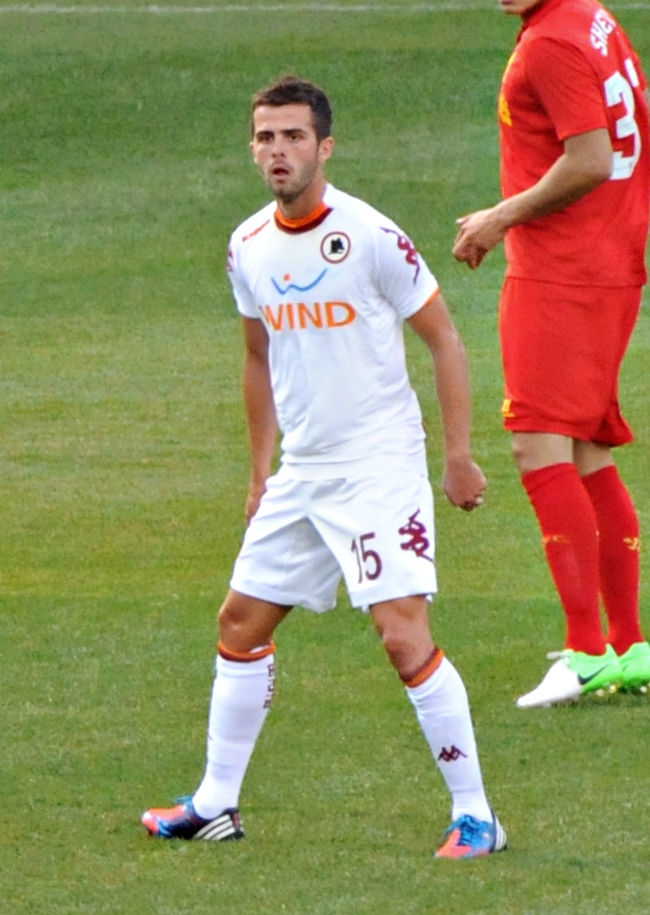
Miralem Pjanić avec l'AS Rome

C'est lors des dernières heures du marché des transferts estival que les dirigeants rhodaniens acceptent une offre venue de l'AS Rome, contre le gré du staff. En effet, l'international bosnien signe un contrat de quatre ans plus une année en option avec un salaire d'environ 1,8 million d'euros par an, pour un transfert estimé à dix millions d'euros.
Il faut attendre la 12e journée de Serie A, opposant l'AS Rome à l'US Lecce, pour que Miralem Pjanic inscrive son premier but sous ses nouvelles couleurs.
Lors de la saison 2012-2013, Miralem et son club termine finaliste de la Coupe d'Italie, s'inclinant en finale face à la SS Lazio Rome sur le score de 1-0.
Le 18 octobre 2013, lors de la 8e journée de Serie A et le choc face au SSC Naples, Miralem Pjanic s'offre un doublé sur coups de pied arrêtés (un coup franc et un penalty) permettant aux siens de conserver leur première place au classement avec une série de 8 victoires en 8 rencontres. Le 25 avril 2014, il inscrit le premier but lors de la victoire 2-0 de l'AS Rome face à l'AC Milan ; un but remarquable de Pjanić, qui réalise une action individuelle brillante en dribblant Sulley Muntari, Riccardo Montolivo et Adil Rami avant de conclure. Alors que plusieurs grands clubs comme le Manchester City FC ou encore le Paris Saint-Germain FC s'intéressent grandement au joueur, Pjanić prolonge son contrat avec son club jusqu’au 30 juin 2018 le 11 mai 2014,.

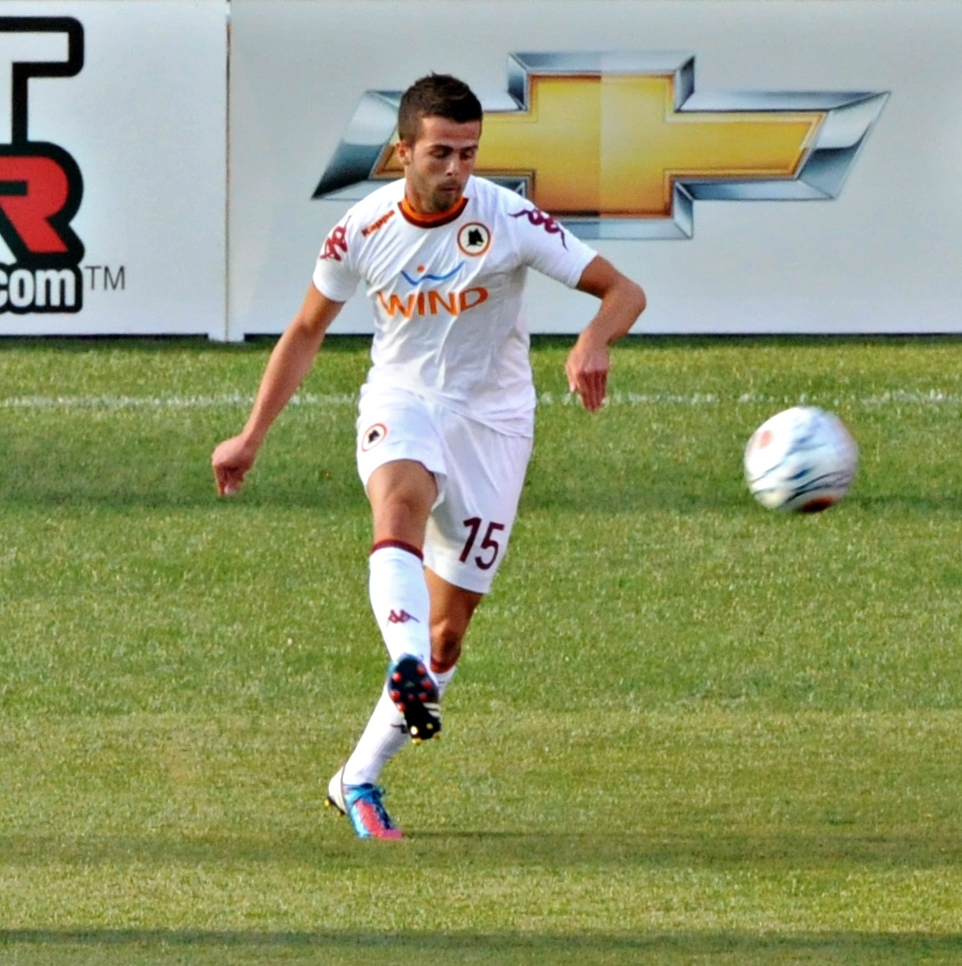
Avec l'AS Rome, Miralem Pjanić fait rapidement des coups francs l’une de ses plus grandes spécialités

Lors de la saison 2015-2016, Pjanić s’impose comme l’un des meilleurs tireurs de coups francs au monde, inscrivant notamment un superbe but contre la Juventus FC le 30 août, ainsi que plusieurs autres, dont un en Ligue des champions face au Bayer 04 Leverkusen. Le spécialiste dans ce domaine et ancien Lyonnais lui aussi, Juninho, déclare que Miralem Pjanić est à ce moment là le meilleur tireur de coups francs au monde à ses yeux.

### Confirmation avec la Juventus (2016-2020)

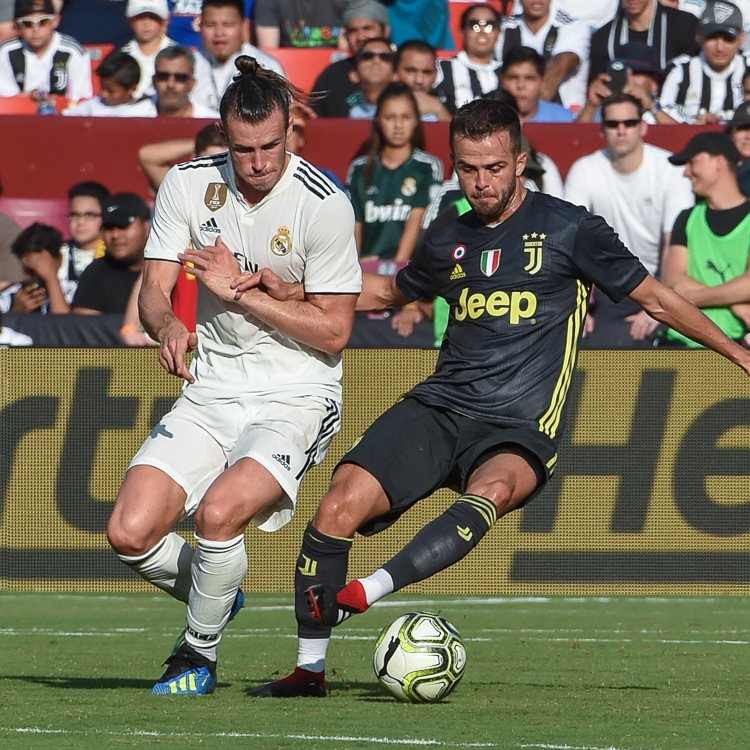
Pjanić au duel avec Gareth Bale du Real Madrid CF lors d'un match amical

Le 13 juin 2016, Miralem Pjanić quitte l'AS Rome pour 32M€ et s'engage pour cinq ans avec la Juventus Turin. Il choisit de prendre le numéro 5 en hommage à Zinédine Zidane, ancien joueur du club turinois, « idole » de Pjanić et porteur de ce numéro pendant sa carrière de joueur du Real Madrid.
Le 10 septembre 2016, Pjanić inscrit son premier but sous ses nouvelles couleurs face à l'US Sassuolo en Serie A. Lors de sa première saison au sein de la Juventus, il remporte ses deux premiers trophées de sa carrière en battant la SS Lazio Rome en finale de la Coupe d'Italie (2-0) et en remportant le championnat de Serie A devant son ancien club, l'AS Rome,. Peu de temps après, il s'incline en finale de la Ligue des champions face au Real Madrid de Zinédine Zidane et Cristiano Ronaldo sur le score de 4-1 au Principality Stadium de Cardiff.

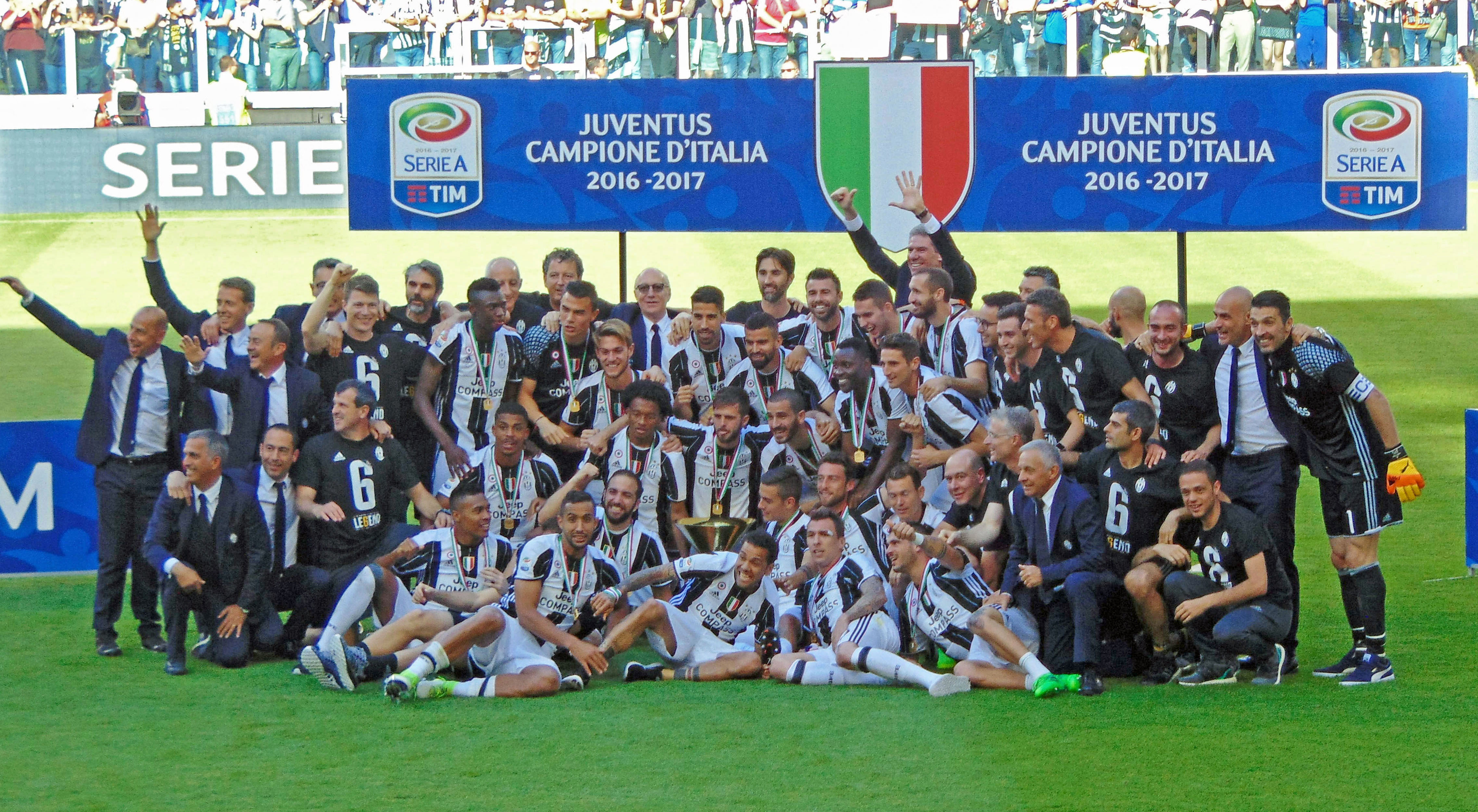
Pjanić fêtant son premier titre de champion de sa carrière en 2017

Sa seconde saison au sein du club débute par une défaite en Supercoupe d'Italie face à la SS Lazio Rome sur le score de 3-2 au Stade olympique de Rome. Lors du derby de Turin en Serie A, Pjanić inscrit le premier but de la rencontre, permettant la victoire des siens face au rival sur le score de 4-0. Le 28 février 2018, Miralem envoie son club en finale de la Coupe d'Italie en inscrivant un penalty décisif face à l'Atalanta Bergame en demi-finale de la compétition pour une victoire 1-0 de la Juventus. Le club remporte une nouvelle fois la coupe cette saison là face à l'AC Milan sur le score de 4-0. Lors de ce match décisif, Pjanić délivre deux passes décisives dont une pour l'ouverture du score de Medhi Benatia. Quatre jours après ce nouveau sacre, il remporte pour la seconde fois le championnat d'Italie lors d'un match face à son ancien club, l'AS Rome, permettant à la Juventus de finir devant le SSC Naples.
À l'aube sa troisième saison au sein du club de Turin, Pjanić prolonge son contrat, le liant avec le club de la Vieille Dame jusqu'en 2023,,. Le 25 août 2018, il inscrit le premier but en championnat de la Juventus d'une superbe reprise de volée face à la SS Lazio Rome permettant la victoire 2-0 dans son équipe. Lors du premier match de la saison en Ligue des champions face au Valencia CF, Pjanić inscrit les deux buts de la rencontre sur penaltys, offrant la victoire à la Juve sur le score de 2-0. Le 9 octobre 2018, lors d'un match face à l'Udinese Calcio, Miralem dispute son 100e match sous les couleurs de la Juventus.

### Échec au FC Barcelone (2020-2022)

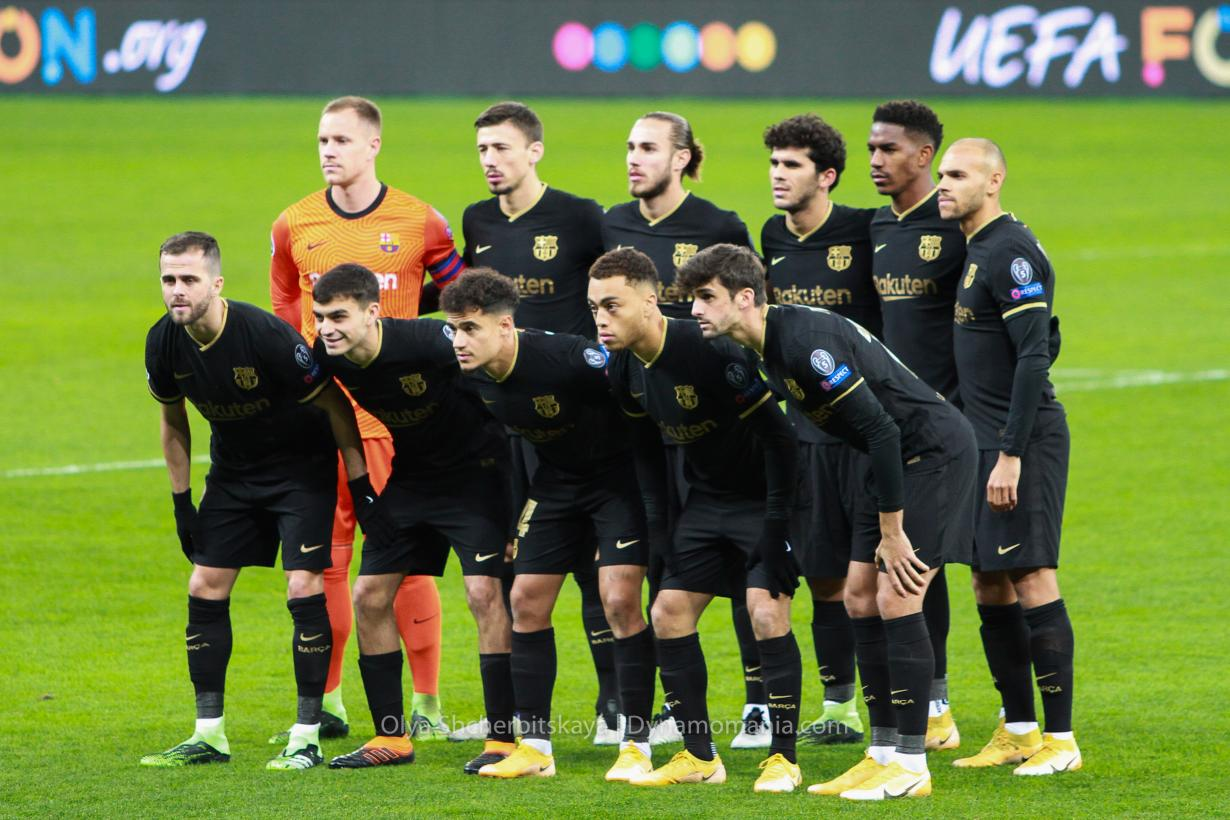
Pjanić (en bas, à gauche) avec le FC Barcelone en 2020

Le 29 juin 2020, Miralem Pjanić signe au FC Barcelone, avec le numéro 8, pour un montant de 60 millions d'euros (M€) et 5M€ de bonus. Il devient le deuxième bosnien de l'histoire du Barça après Meho Kodro. Le milieu Arthur fait le chemin inverse en signant à la Juventus de Turin pour une indemnité 72 M€ accompagné d'un bonus de 10 M€,.
Il dispute son premier match officiel avec son nouveau club face au Villarreal CF en Liga (victoire 4-0), en entrant en jeu à la 78e minute à la place de Sergio Busquets. Au cours de la saison, Pjanić joue peu et se retrouve régulièrement sur le banc des remplaçants. Il dispute un total de 30 matchs, dont seulement 13 en tant que titulaire, passant en moyenne 43 minutes sur le terrain, sans inscrire le moindre but ni délivrer la moindre passe décisive. Malgré le succès en finale de Coupe d'Espagne face à l'Athletic Club (victoire 4-0), Pjanić entre en conflit ouvert avec le coach du club blaugrana, Ronald Koeman,.

### Prêt en Turquie au Besiktas JK (2021-2022)

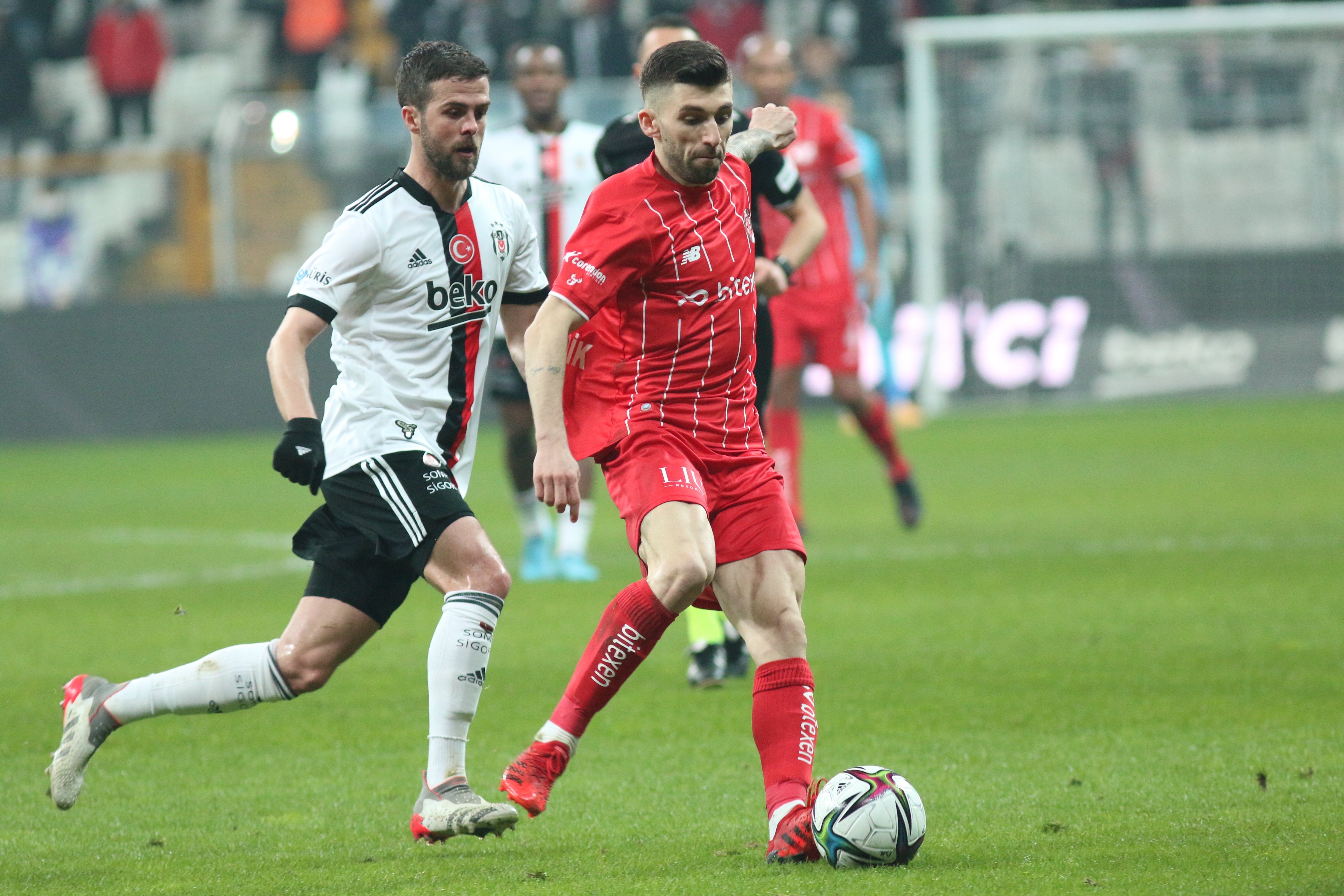
Miralem Pjanić au duel lors d'un match avec le Beşiktaş JK

Le 2 septembre 2021, le club turc de Beşiktaş JK annonce sa signature en prêt pour une durée d'une année en provenance du FC Barcelone. Son nouveau club prend en charge un tiers du salaire du joueur, soit environ 2,75M€ pour la saison.
Il fait ses débuts en Turquie huit jours plus tard, lors d’un match de championnat face au Yeni Malatyaspor, où il délivre sa première passe décisive de la saison, contribuant à la victoire 3-0 de son équipe.
Dès décembre 2021, des blessures à répétition l’éloignent plusieurs fois des terrains, le privant rapidement de sa place de titulaire indiscutable, même à son retour en championnat.

### Départ dans le Golfe au Sharjah FC (2022-2024)
Le 7 septembre 2022, il est non conservé par le club Turc et indésirable au FC Barcelone, il signe un contrat de deux saisons le 7 septembre 2022 dans le club Émiratie Sharjah FC. Cette signature est perçue comme le plus transfert de la UAE Pro League depuis une décennie, surpassant ceux de Fabio Cannavaro, Luca Toni ou encore David Trezeguet.
Dès son premier match avec son nouveau club le 11 septembre 2022, il permet la large victoire de ce dernier face au Baniyas SC (3-0) en marquant un penalty. Il termine sa première saison avec 28 apparitions et 5 buts, ajoutant à son palmarès la Supercoupe des Émirats, la Coupe de la Ligue des Émirats et la Coupe du Président.
La saison suivante s’avère décevante, tant pour Miralem Pjanić, qui ne parvient pas à marquer en championnat, que pour l’équipe, qui se classe quatrième sans remporter le moindre trophée, malgré son statut de favorite en début de saison. À l’issue de cet exercice, alors qu’un cycle semble s’achever, Pjanić quitte le club après avoir disputé 61 matchs, inscrit 5 buts et délivré 16 passes décisives,.

### Retour en Europe au CSKA Moscou (2024-2025)

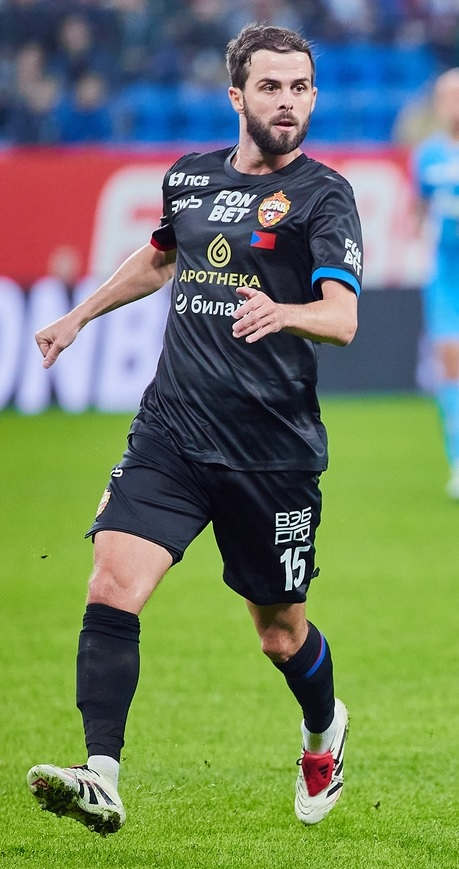
Pjanić avec le CSKA Moscou en 2025

Le 26 septembre 2024, Pjanić, libre de tout contrat, s'engage avec le club de Premier Liga, le CSKA Moscou, pour un an (+ une année en option). Le 1er octobre 2024, il réalise ses débuts avec son nouveau club en Coupe de Russie face au FK Pari Nijni Novgorod, en entrant à la 85e minute de jeu en remplaçant Kristijan Bistrović. Son club se qualifie pour le tour suivant en remportant le match 2-0.
Le 25 juin 2025, le joueur annonce son départ du club après sa première année de contrat. Au cours de son passage en Russie, il remporte la Coupe de Russie face au FK Rostov.

### En sélection

#### Sélections jeunes avec le Luxembourg
Vivant au Luxembourg dès son enfance, Miralem Pjanić est devenu éligible pour jouer avec l’équipe nationale luxembourgeoise et a commencé à représenter les sélections de jeunes du pays.
En 2006, il dispute le Championnat d’Europe des moins de 17 ans en 2006, pour lequel le Luxembourg était qualifié d’office en tant que pays hôte. Il y a inscrit le seul but de son équipe dans le tournoi, face à l'Espagne le 3 avril 2006. La même année, il marque 4 buts lors d’un match contre la Belgique, qui s’est terminé sur un score de 5-5.

#### Rapidement international bosnien

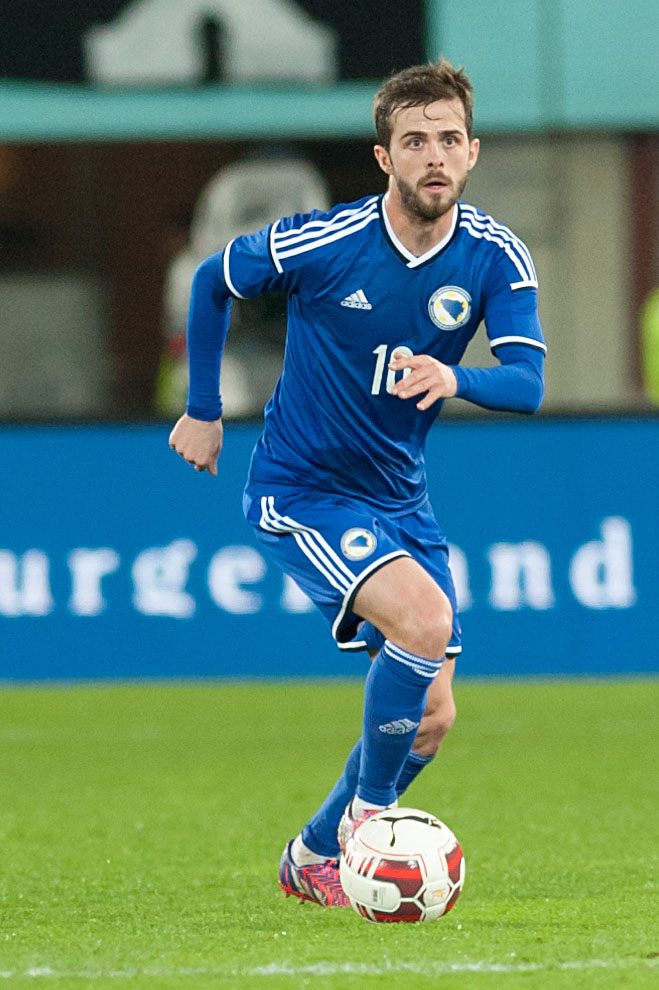
Miralem Pjanić avec l'équipe de Bosnie-Herzégovine

Fin 2007, il affirme lors d'un entretien donné à un journal bosnien, son intention de jouer à terme sous les couleurs de son pays d'origine, la Bosnie-Herzégovine. Le 9 octobre 2007, il déclare officiellement avoir choisi de jouer pour la Bosnie-Herzégovine. Également éligible pour jouer avec l’Équipe de France, Miralem Pjanić est approché en 2008 par le sélectionneur Raymond Domenech. Mais le joueur décline l’intérêt, affirmant vouloir à tout prix représenter son pays natal, la Bosnie-Herzégovine,. Les responsables de la Fédération de football de Bosnie-Herzégovine prennent alors contact avec lui, et il est convoqué en équipe nationale espoirs. Cependant, ne possédant plus de passeport bosnien et nécessitant l’approbation de la FIFA pour changer de nationalité sportive, il ne peut pas encore être appelé en équipe A.
Après huit mois d’attente et grâce à l’intervention de Željko Komšić, le membre croate de la présidence de la Bosnie-Herzégovine, Pjanić obtient finalement un passeport bosnien au début de l’année 2008.
Miralem Pjanić fait ses débuts internationaux avec la Bosnie le 20 août 2008 lors d'un match contre la Bulgarie lors d'une défaite deux buts à un.
Le 3 mars 2010, Miralem Pjanić marque son premier but en sélection lors d'un match amical opposant la Bosnie au Ghana lors d'une victoire deux buts à un.

#### Première équipe en Coupe du monde
En 2014, il joue la Coupe du monde qui a lieu au Brésil pour la première fois avec son pays, sans toutefois dépasser les phases de poules. Durant la compétition, il dispute le premier match de l'histoire de son pays dans une Coupe du monde face au futur finaliste de la compétition, l'Argentine, au Stade Maracanã (courte défaite 2-1). Il se distingue plus tard en doublant la mise lors du dernier match de groupe face à l'Iran permettant aux siens de s'imposer 3-1. Cette victoire sera la première dans l'histoire de la Bosnie en Coupe du monde.

#### Capitaine de la Bosnie et retraite internationale

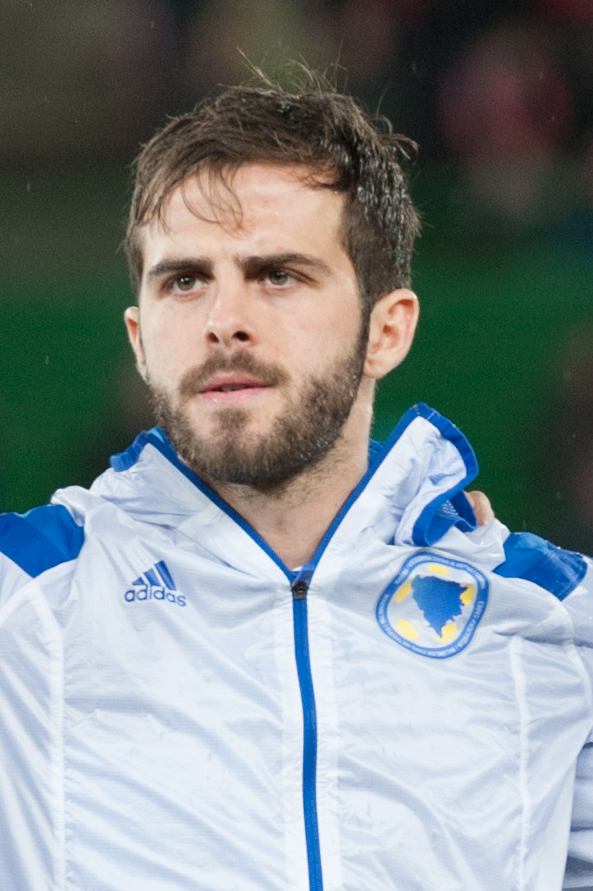
Pjanić en 2015 avec sa sélection

Le 31 mars 2021, lors de la réception de l'équipe de France à l'occasion des éliminatoires de la Coupe du monde 2022, il fête sa 100e sélection.
Le 4 mai 2024, à l’issue de la phase de qualification pour l’Euro 2024, Miralem Pjanić annonce officiellement sa retraite internationale, à la suite d’une défaite 2-1 contre l’Ukraine le 21 mars 2024. Avec 115 sélections, il devient le deuxième joueur le plus capé de l’histoire de la Bosnie-Herzégovine, derrière Edin Džeko, ainsi que le cinquième meilleur buteur de la sélection.

## Caractéristiques techniques
Miralem Pjanić évolue de préférence au poste de milieu offensif mais il est maintenant utilisé plus bas sur le terrain en tant que milieu regista depuis 2017, c’est-à-dire meneur de jeu reculé. Il possède une excellente vision du jeu et une excellente frappe de balle c’est pourquoi il tire tous les corners à la Juventus de Turin. Miralem Pjanić développe ses aptitudes dans cette spécialité lors de son passage à l'Olympique lyonnais où il a alors comme coéquipier un autre spécialiste de l'exercice, Juninho,.

## Statistiques

### Statistiques détaillées
| Saison                | Club                  | Championnat           | Championnat | Championnat | Championnat | Coupe nationale | Coupe nationale | Coupe nationale | Coupe de la Ligue | Coupe de la Ligue | Coupe de la Ligue | Supercoupe | Supercoupe | Supercoupe | Compétition(s) continentale(s) | Compétition(s) continentale(s) | Compétition(s) continentale(s) | Compétition(s) continentale(s) | Bosnie-Herzégovine | Bosnie-Herzégovine | Bosnie-Herzégovine | Total | Total | Total |
| Saison                | Club                  | Division              | M.          | B.          | P.d.        | M.              | B.              | P.d.            | M.                | B.                | P.d.              | M.         | B.         | P.d.       | Comp.                          | M.                             | B.                             | P.d.                           | M.                 | B.                 | P.d.               | M.    | B.    | P.d.  |
| 2007-2008             | FC Metz               | Ligue 1               | 32          | 4           | 3           | 4               | 1               | 0               | 2                 | 0                 | 0                 | -          | -          | -          | -                              | -                              | -                              | -                              | -                  | -                  | -                  | 38    | 5     | 3     |
| Sous-total            | Sous-total            | Sous-total            | 32          | 4           | 3           | 4               | 1               | 0               | 2                 | 0                 | 0                 | -          | -          | -          | -                              | -                              | -                              | -                              | -                  | -                  | -                  | 38    | 5     | 3     |
| 2008-2009             | Olympique lyonnais    | Ligue 1               | 20          | 0           | 2           | 2               | 0               | 0               | 0                 | 0                 | 0                 | 1          | 0          | 0          | C1                             | 1                              | 0                              | 0                              | 7                  | 0                  | 0                  | 31    | 0     | 2     |
| 2009-2010             | Olympique lyonnais    | Ligue 1               | 37          | 6           | 9           | 0               | 0               | 0               | 2                 | 0                 | 0                 | -          | -          | -          | C1                             | 14                             | 5                              | 4                              | 9                  | 1                  | 1                  | 62    | 12    | 14    |
| 2010-2011             | Olympique lyonnais    | Ligue 1               | 30          | 3           | 3           | 0               | 0               | 0               | 1                 | 0                 | 0                 | -          | -          | -          | C1                             | 8                              | 1                              | 0                              | 9                  | 2                  | 1                  | 48    | 6     | 4     |
| 2011-2012             | Olympique lyonnais    | Ligue 1               | 3           | 1           | 3           | 0               | 0               | 0               | 0                 | 0                 | 0                 | -          | -          | -          | C1                             | 2                              | 0                              | 0                              | 0                  | 0                  | 0                  | 5     | 1     | 3     |
| Sous-total            | Sous-total            | Sous-total            | 90          | 10          | 17          | 2               | 0               | 0               | 3                 | 0                 | 0                 | 1          | 0          | 0          | -                              | 25                             | 6                              | 4                              | 25                 | 3                  | 2                  | 146   | 19    | 23    |
| 2011-2012             | AS Rome               | Serie A               | 30          | 3           | 9           | 1               | 0               | 0               | -                 | -                 | -                 | -          | -          | -          | -                              | -                              | -                              | -                              | 8                  | 1                  | 0                  | 39    | 4     | 9     |
| 2012-2013             | AS Rome               | Serie A               | 27          | 3           | 6           | 2               | 1               | 2               | -                 | -                 | -                 | -          | -          | -          | -                              | -                              | -                              | -                              | 7                  | 4                  | 8                  | 36    | 8     | 16    |
| 2013-2014             | AS Rome               | Serie A               | 35          | 6           | 6           | 3               | 0               | 0               | -                 | -                 | -                 | -          | -          | -          | -                              | -                              | -                              | -                              | 11                 | 1                  | 3                  | 49    | 7     | 9     |
| 2014-2015             | AS Rome               | Serie A               | 34          | 5           | 10          | 2               | 0               | 0               | -                 | -                 | -                 | -          | -          | -          | C1+C3                          | 6+4                            | 0                              | 0                              | 8                  | 0                  | 3                  | 54    | 5     | 13    |
| 2015-2016             | AS Rome               | Serie A               | 33          | 10          | 12          | 1               | 0               | 0               | -                 | -                 | -                 | -          | -          | -          | C1                             | 7                              | 2                              | 1                              | 9                  | 2                  | 2                  | 50    | 14    | 15    |
| Sous-total            | Sous-total            | Sous-total            | 159         | 27          | 43          | 9               | 1               | 2               | -                 | -                 | -                 | -          | -          | -          | -                              | 17                             | 2                              | 1                              | 43                 | 8                  | 16                 | 228   | 38    | 62    |
| 2016-2017             | Juventus FC           | Serie A               | 30          | 5           | 9           | 4               | 2               | 0               | -                 | -                 | -                 | 1          | 0          | 1          | C1                             | 12                             | 1                              | 3                              | 6                  | 0                  | 6                  | 53    | 8     | 19    |
| 2017-2018             | Juventus FC           | Serie A               | 31          | 5           | 8           | 4               | 1               | 2               | -                 | -                 | -                 | 1          | 0          | 0          | C1                             | 8                              | 1                              | 1                              | 5                  | 0                  | 1                  | 49    | 7     | 12    |
| 2018-2019             | Juventus FC           | Serie A               | 31          | 2           | 6           | 2               | 0               | 0               | -                 | -                 | -                 | 1          | 0          | 1          | C1                             | 10                             | 2                              | 1                              | 8                  | 1                  | 2                  | 52    | 5     | 10    |
| 2019-2020             | Juventus FC           | Serie A               | 30          | 3           | 6           | 4               | 0               | 0               | -                 | -                 | -                 | 1          | 0          | 0          | C1                             | 8                              | 0                              | 0                              | 5                  | 2                  | 0                  | 48    | 5     | 6     |
| Sous-total            | Sous-total            | Sous-total            | 122         | 15          | 28          | 14              | 3               | 2               | -                 | -                 | -                 | 4          | 0          | 2          | -                              | 38                             | 4                              | 5                              | 24                 | 3                  | 9                  | 202   | 25    | 46    |
| 2020-2021             | FC Barcelone          | Liga                  | 19          | 0           | 0           | 1               | 0               | 0               | -                 | -                 | -                 | 2          | 0          | 0          | C1                             | 8                              | 0                              | 0                              | 8                  | 1                  | 0                  | 38    | 1     | 0     |
| Sous-total            | Sous-total            | Sous-total            | 19          | 0           | 0           | 1               | 0               | 0               | -                 | -                 | -                 | 2          | 0          | 0          | -                              | 8                              | 0                              | 0                              | 8                  | 1                  | 0                  | 38    | 1     | 0     |
| 2021-2022             | Beşiktaş JK (prêt)    | Süper Lig             | 20          | 0           | 2           | 2               | 0               | 0               | -                 | -                 | -                 | 1          | 0          | 0          | C1                             | 3                              | 0                              | 2                              | 6                  | 2                  | 1                  | 32    | 2     | 5     |
| Sous-total            | Sous-total            | Sous-total            | 20          | 0           | 2           | 2               | 0               | 0               | 0                 | 0                 | 0                 | 1          | 0          | 0          | -                              | 3                              | 0                              | 2                              | 6                  | 2                  | 1                  | 32    | 2     | 5     |
| 2022-2023             | Sharjah FC            | Pro League            | 18          | 4           | 4           | 10              | 1               | 1               | -                 | -                 | -                 | -          | -          | -          | -                              | -                              | -                              | -                              | 4                  | 0                  | 0                  | 32    | 5     | 5     |
| 2023-2024             | Sharjah FC            | Pro League            | 23          | 0           | 7           | 2               | 0               | 1               | 1                 | 0                 | 1                 | 1          | 0          | -          | AFC                            | 7                              | 0                              | 3                              | 6                  | 0                  | 0                  | 40    | 0     | 12    |
| Sous-total            | Sous-total            | Sous-total            | 41          | 4           | 11          | 12              | 1               | 2               | 1                 | 0                 | 1                 | 1          | 0          | 0          | -                              | 7                              | 0                              | 3                              | 10                 | 0                  | 0                  | 72    | 5     | 17    |
| 2024-2025             | CSKA Moscou           | Premier-Liga          | 16          | 0           | 2           | 9               | 0               | 1               | -                 | -                 | -                 | -          | -          | -          | -                              | -                              | -                              | -                              | -                  | -                  | -                  | 25    | 0     | 3     |
| Total sur la carrière | Total sur la carrière | Total sur la carrière | 499         | 61          | 106         | 53              | 6               | 7               | 6                 | 0                 | 1                 | 9          | 0          | 2          | -                              | 98                             | 12                             | 15                             | 117                | 17                 | 28                 | 782   | 96    | 159   |

### Buts internationaux
| 0   | Date              | Lieu                                                     | Adversaire | Score | Résultat | Compétition                       |
| --- | ----------------- | -------------------------------------------------------- | ---------- | ----- | -------- | --------------------------------- |
| 1er | 3 mars 2010       | Stade Asim-Ferhatović-Hase, Sarajevo, Bosnie-Herzégovine | Ghana      | 2-1   | 2-1      | Match amical                      |
| 2e  | 3 septembre 2010  | Stade Josy-Barthel, Luxembourg, Luxembourg               | Luxembourg | 2-0   | 3-0      | Éliminatoires Euro 2012           |
| 3e  | 17 novembre 2010  | Stadion Pasienky, Bratislava, Slovaquie                  | Slovaquie  | 2-1   | 3-2      | Match amical                      |
| 4e  | 7 octobre 2011    | Stade Bilino-Polje, Zenica, Bosnie-Herzégovine           | Luxembourg | 4-0   | 5-0      | Éliminatoires Euro 2012           |
| 5e  | 11 septembre 2012 | Stade Bilino-Polje, Zenica, Bosnie-Herzégovine           | Lettonie   | 2-1   | 4-1      | Éliminatoires Coupe du monde 2014 |
| 6e  | 16 octobre 2012   | Stade Bilino-Polje, Zenica, Bosnie-Herzégovine           | Lituanie   | 3-0   | 3-0      | Éliminatoires Coupe du monde 2014 |
| 7e  | 6 février 2013    | Stadion Stožice, Ljubljana, Slovénie                     | Slovénie   | 2-0   | 3-0      | Match amical                      |
| 8e  | 7 juin 2013       | Skonto Stadion, Riga, Lettonie                           | Lettonie   | 4-0   | 5-0      | Éliminatoires Coupe du monde 2014 |
| 9e  | 25 juin 2014      | Itaipava Arena Fonte Nova, Salvador, Brésil              | Iran       | 2-0   | 3-1      | Coupe du monde 2014               |
| 10e | 25 mars 2016      | Stade Josy-Barthel, Luxembourg, Luxembourg               | Luxembourg | 3-0   | 3-0      | Match amical                      |
| 11e | 29 mars 2016      | Letzigrund, Zurich, Suisse                               | Suisse     | 2-0   | 2-0      | Match amical                      |
| 12e | 13 novembre 2016  | Stade Karaiskakis, Pirée, Grèce                          | Grèce      | 0-1   | 1-1      | Éliminatoires Coupe du monde 2018 |
| 13e | 26 mars 2019      | Stade Bilino-Polje, Zenica, Bosnie-Herzégovine           | Grèce      | 2-0   | 2-2      | Éliminatoires Euro 2020           |
| 14e | 12 octobre 2019   | Stade Bilino-Polje, Zenica, Bosnie-Herzégovine           | Finlande   | 2-0   | 4-1      | Éliminatoires Euro 2020           |
| 15e | 12 octobre 2019   | Stade Bilino-Polje, Zenica, Bosnie-Herzégovine           | Finlande   | 3-0   | 4-1      | Éliminatoires Euro 2020           |

## Palmarès
| Olympique lyonnais :                                                        | AS Rome :                           | Juventus FC (7) : | FC Barcelone (1) :                                                              | Beşiktas JK (1) :                              | Sharjah FC (3) : | CSKA Moscou (1) :                        |
| --------------------------------------------------------------------------- | ----------------------------------- | --- | ------------------------------------------------------------------------------- | ---------------------------------------------- | --- | ---------------------------------------- |
| - Ligue 1 - Vice-champion : 2010 - Trophée des champions - Finaliste : 2008 | - Coupe d'Italie - Finaliste : 2013 | - Serie A (4) - Champion : 2017, 2018, 2019 et 2020 - Coupe d'Italie (2) - Vainqueur : 2017 et 2018 - Finaliste : 2020 - Supercoupe d'Italie (1) - Vainqueur : 2018 - Finaliste : 2016, 2017 et 2019 - Ligue des champions - Finaliste : 2017 | - Coupe du roi (1) - Vainqueur : 2021 - Supercoupe d'Espagne - Finaliste : 2021 | - Supercoupe de Turquie (1) - Vainqueur : 2021 | - Coupe des Émirats (1) - Vainqueur : 2023 - Coupe de la Ligue Émirats (1) - Vainqueur : 2023 - Supercoupe Émirats (1) - Vainqueur : 2022 - Finaliste : 2023 | - Coupe de Russie (1) - Vainqueur : 2025 |

## Vie privée
Pjanić est musulman et d’origine bosniaque. Il a un fils prénommé Edin, né de sa relation de longue date avec Josepha, originaire de Nice, dans le sud de la France.
En plus de sa langue maternelle, le bosnien, Pjanić parle couramment six autres langues : le luxembourgeois, le français, l’anglais, l’allemand, l’italien et l’espagnol.
En 2009, alors qu’il évolue à l'Olympique lyonnais, il déclare : « Je suis le Real Madrid depuis l’époque de Zinédine Zidane et Ronaldo Nazário, quand je suis tombé amoureux du club. Depuis ce jour, c’est mon club préféré et ça le restera toujours ». Plus tard, lorsqu’il joue à l’AS Roma, il confirme avoir été un fan du Real Madrid depuis son enfance.
En 2014, il est inscrit à l’Université de Sarajevo, où il suit des études en sport et éducation physique.